# Cardinal (birreria)
Cardinal è un birrificio situato a Friburgo in Svizzera fondata nel 1788 da François Piller.

## Storia
- 1788 - François Piller lancia la costruzione dell'industria della birra accanto alla Locanda del Salmone a Friburgo.
- 1802 - Trasloco dell'industria della birra nella zona di Neuveville a Friburgo.
- 1877 - Paul-Alcide Blancpain, acquisisce l'industria della birra ed inizia la produzione industriale.
- 1890 - Festa per la prima mescolanza della birra in occasione della nomina di un cardinale da parte del Papa. Dinanzi al successo incontrato, Paul Blancpain decide di dare il nome Cardinal alla sua industria della birra.
- 1904 - I locali nella vecchia città diventano troppo piccoli per fare fronte all'aumento della produzione. L'industria della birra trasloca nuovamente alla sua posizione attuale.
- 1970 - Avviene la fusione di Sibra Holding con le industrie della birra Beauregard a Friburgo, Salmen a Rheinfelden, Comète a La Chaux-de-Fonds, e la distilleria Wädenswill Weber AG.
- 1972 - Il nome della birra nazionale viene giocato a jass (si pronuncia yass, è un gioco di carte praticato in Svizzera), Cardinal vince la partita.
- 1996 - Il 29 ottobre, la Feldschlösschen-Hürliman Holding, allora proprietario di Sibra Holding, annuncia la chiusura dell'industria della birra di Friburgo. Un'importante mobilitazione cittadina si opporrà fermamente.
- 1998 - Firma di un accordo sul mantenimento delle attività dell'industria della birra tra Feldschlösschen-Hürliman Holding e le autorità cantonali.
- 2006 - Lancio della Cardinale Eve, una birra a base di luppoli e a tasso ridotto d'alcool (3,1%), riservata alle donne.
- 2007 - Lancio della Cardinal Eve Grapefruit.
- 2008 - Lancio della Cardinal Eve Passion Fruit.

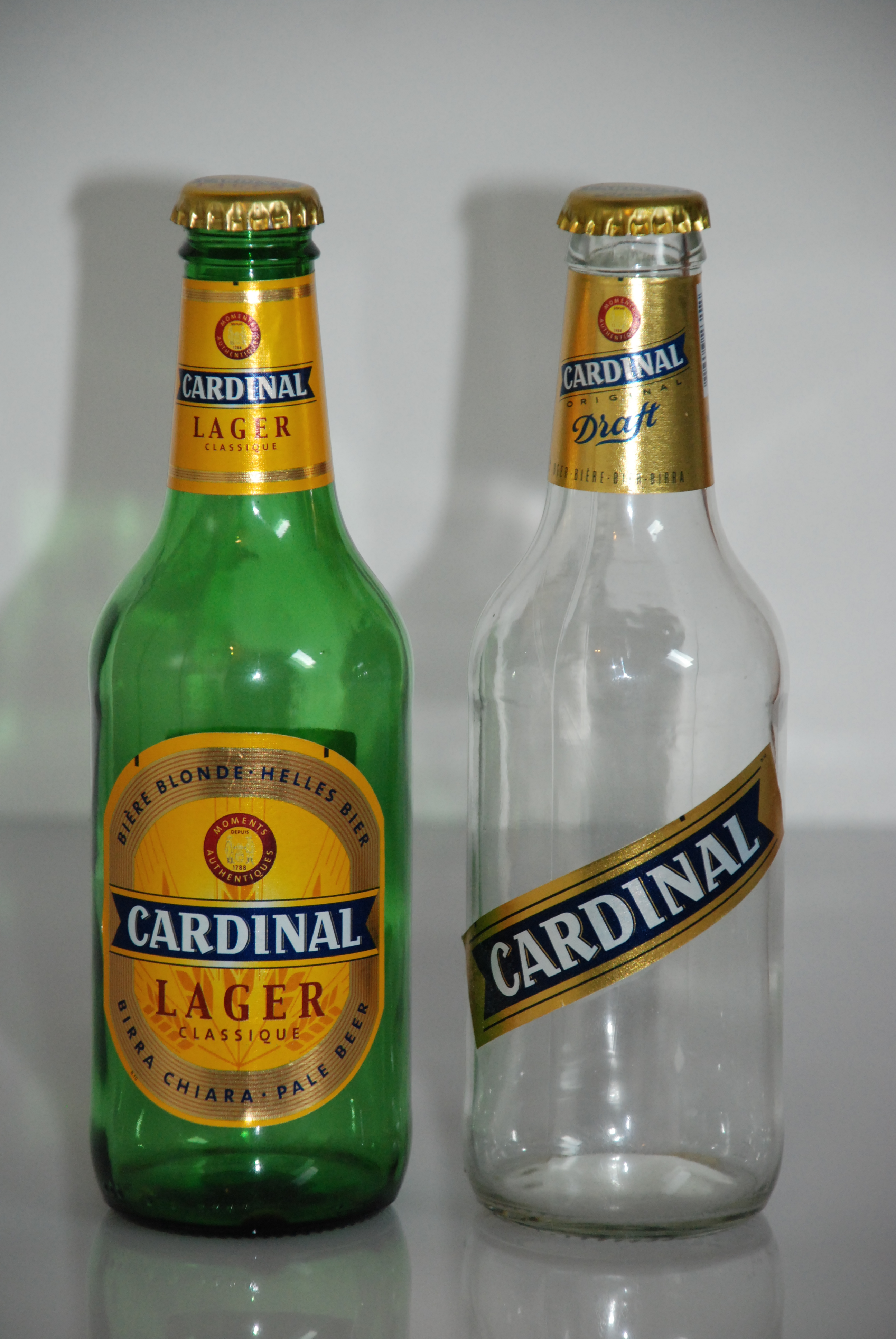
Due bottiglie di birra Cardinal: Lager Classique (sinistra) e Original Draft (destra)

## Marche prodotte
- Cardinal Lager Classique (4,8% vol)
- Cardinal Spéciale (5,2% vol)
- Cardinal Original Draft (4,7% vol)
- Cardinal Lemon (4,6% vol)
- Cardinal 2.4 (2,4% vol)
- Cardinal Sans Alcool (<0,5% vol)
- Cardinal EVE (3,1% vol)
- Cardinal Angel (<0,5% vol)